# یواس‌اس اسچنکتدی (ال‌اس‌تی-۱۱۸۵)
یواس‌اس اسچنکتدی (ال‌اس‌تی-۱۱۸۵) (به انگلیسی: USS Schenectady (LST-1185)) یک کشتی بود. این کشتی در سال ۱۹۶۹ ساخته شد.